# 多桑與紅玫瑰
《多桑與紅玫瑰》是中國電視公司一部八點檔連續劇，改編自陳文玲原作同名小說，2001年9月7日至2001年11月21日每週一至週五晚上八點整首播，製作單位潑墨仙人公司，製作人徐進良、徐浩庭，導演梁修身。

## 故事大綱
由徐進良精心籌製、斥資新台幣數千萬元拍攝的中視八點檔大戲《多桑與紅玫瑰》，由同名原著改編，女主角劉慧芳原型為原著作者陳文玲之母劉惠芬，她生命中的五個「多桑」（父親）也都是真實人物。中視不惜重金特別邀請巨星劉嘉玲來台飾演劉慧芳——一生坎坷又傳奇的台灣真女人、永不凋零的紅玫瑰；與她搭配的五位「多桑」，都是台灣一線優秀男演員——王識賢、藍正龍、陳冠霖、黃仲崑、馬如風。
劇情始於1959年（民國48年）臺灣基隆市，劉慧芳（劉嘉玲飾）被警察（黃仲崑飾）追捕。

## 演員陣容

### 主要角色
- 王識賢 飾 林阿茂
- 劉嘉玲 飾 劉慧芳
- 藍正龍 飾 程秉華
- 潘慧如 飾 劉慧玉
- 陳冠霖 飾 李逢春

### 其他角色
- 黃仲崑 飾 楊中偉
- 馬如風 飾 巴巴桑
- 金玉嵐 飾 阿　春
- 潘儀君 飾 李美娟
- 李淑楨 飾 劉慧君
- 范瑞君 飾 阿粿姐
- 陳子強 飾 阿　勇
- 丁 立 飾 阿　明
- 陳　誼 飾 阿　英
- 湯志偉 飾 高雲生
- 張清智 飾 黑　松
- 林佩君 飾 楊　母
- 何豪傑 飾 楊致剛
- 湯鈞禧 飾 程文俊
- 金妤庭 飾 李文秀/程文秀
- 陳心妤 飾 程文華
- 高憶婷 飾 小　梅

## 製作團隊
- 製作單位：潑墨仙人公司
- 監製：方可人
- 製作人：徐進良、徐浩庭
- 策劃：謝德麟
- 原著：陳文玲
- 編劇：溫麗芳
- 編審：澄
- 戲劇指導：王重光
- 執行製作：鍾聰海、陳瑞彬
- 製作助理：施富益、葉至平、黃明來、陳思婷、姚秀枝
- 導演：梁修身

## 主題曲
主題曲：〈別問我愛誰〉
作詞：陳文玲、李安修
作曲：Ko Sung Jin、Ha Hae Ryong
主唱：彭佳慧
片尾曲：〈無免怨嗟〉
作詞：鄭中庸
作曲：曹登昌、黃慧文
主唱：劉嘉玲